# WTO
WTO (engelsk: World Trade Organisation, dansk: Verdenshandelsorganisation) er en international organisation, der regulerer den internationale handel ved at opretholde et forum for forhandlinger om handelsaftaler og afgørelser om handelsstridigheder.
Organisationen blev stiftet i 1995, hvor den efterfulgte den hidtidige organisation GATT ("General Agreement on Tariffs and Trade"), der blev oprettet i 1948. WTO har sit hovedsæde i den schweiziske by Geneve. Man opererede i 2018 med et budget på 197 millioner schweizerfranc. Pr. 2024 er der 166 lande, der tilsammen stod for 98 % af verdenshandelen, medlemmer af WTO.
Såvel GATT som WTO har stået som eksponenter for efterkrigstidens internationale trend i retning af større frihandel.

## Medlemsland
Organisationen havde 76 medlemslande ved stiftelsen, mens de 90 øvrige medlemmer er optaget senere, så der pr. 2024 er 166 medlemslande.
| - 1. januar 1995 – Antigua og Barbuda - 1. januar 1995 – Argentina - 1. januar 1995 – Australia - 1. januar 1995 – Bahrain - 1. januar 1995 – Østrig - 1. januar 1995 – Bangladesh - 1. januar 1995 – Barbados - 1. januar 1995 – Belgia - 1. januar 1995 – Belize - 1. januar 1995 – Brasilien - 1. januar 1995 – Brunei - 1. januar 1995 – Canada - 1. januar 1995 – Chile - 1. januar 1995 – Costa Rica - 1. januar 1995 – Danmark - 1. januar 1995 – Dominica - 1. januar 1995 – Elfenbenskysten - 1. januar 1995 – EU - 1. januar 1995 – Finland - 1. januar 1995 – Filippinerne - 1. januar 1995 – Frankrig - 1. januar 1995 – Gabon - 1. januar 1995 – Tyskland - 1. januar 1995 – Ghana - 1. januar 1995 – Grækenland - 1. januar 1995 – Guyana - 1. januar 1995 – Honduras - 1. januar 1995 – Hongkong - 1. januar 1995 – Ungarn - 1. januar 1995 – Island - 1. januar 1995 – India - 1. januar 1995 – Indonesien - 1. januar 1995 – Irland - 1. januar 1995 – Italia - 1. januar 1995 – Japan - 1. januar 1995 – Kenya - 1. januar 1995 – Tjekkiet - 1. januar 1995 – Sydkorea - 1. januar 1995 – Kuwait - 1. januar 1995 – Luxembourg - 1. januar 1995 – Macao - 1. januar 1995 – Malaysia - 1. januar 1995 – Malta - 1. januar 1995 – Mauritius - 1. januar 1995 – Mexico - 1. januar 1995 – Marokko - 1. januar 1995 – Myanmar - 1. januar 1995 – Namibia - 1. januar 1995 – New Zealand - 1. januar 1995 – Holland Kongeriget Nederlandene - 1. januar 1995 – Nigeria - 1. januar 1995 – Norge - 1. januar 1995 – Pakistan - 1. januar 1995 – Paraguay | - 1. januar 1995 – Peru - 1. januar 1995 – Portugal - 1. januar 1995 – Rumænien - 1. januar 1995 – Saint Lucia - 1. januar 1995 – Saint Vincent og Grenadinerne - 1. januar 1995 – Senegal - 1. januar 1995 – Singapore - 1. januar 1995 – Slovakia - 1. januar 1995 – Sydafrika - 1. januar 1995 – Spania - 1. januar 1995 – Sri Lanka - 1. januar 1995 – Surinam - 1. januar 1995 – Swaziland - 1. januar 1995 – Sverige - 1. januar 1995 – Tanzania - 1. januar 1995 – Thailand - 1. januar 1995 – Uganda - 1. januar 1995 – Storbritannien - 1. januar 1995 – USA - 1. januar 1995 – Uruguay - 1. januar 1995 – Venezuela - 1. januar 1995 – Zambia - 1. marts 1995 – Trinidad og Tobago - 5. marts 1995 – Zimbabwe - 9. marts 1995 – Dominikanske Republik - 9. marts 1995 – Jamaica - 26. marts 1995 – Tyrkiet - 29. marts 1995 – Tunesien - 20. april 1995 – Cuba - 21. april 1995 – Israel - 30. april 1995 – Colombia - 7. maj 1995 – El Salvador - 31. maj 1995 – Botswana - 31. maj 1995 – Centralafrikanske Republik - 31. maj 1995 – Djibouti - 31. maj 1995 – Guinea-Bissau - 31. maj 1995 – Lesotho - 31. maj 1995 – Malawi - 31. maj 1995 – Maldiverne - 31. maj 1995 – Mali - 31. maj 1995 – Mauritania - 31. maj 1995 – Togo - 3. juni 1995 – Burkina Faso - 30. juni 1995 – Egypten - 1. juli 1995 – Polen - 1. juli 1995 – Schweiz - 21. juli 1995 – Guatemala - 23. juli 1995 – Burundi - 23. juli 1995 – Sierra Leone - 30. juli 1995 – Cypern - 30. juli 1995 – Slovenien - 26. august 1995 – Mozambique - 1. september 1995 – Liechtenstein - 3. september 1995 – Nicaragua | - 12. september 1995 – Bolivia - 25. oktober 1995 – Guinea - 17. november 1995 – Madagaskar - 13. december 1995 – Cameroun - 13. januar 1996 – Qatar - 14. januar 1996 – Fiji - 21. januar 1996 – Ecuador - 30. januar 1996 – Haiti - 21. februar 1996 – Saint Kitts og Nevis - 22. februar 1996 – Benin - 22. februar 1996 – Grenada - 10. april 1996 – Forenede Arabiske Emirater - 22. maj 1996 – Rwanda - 9. juni 1996 – Papua Ny Guinea - 26. juli 1996 – Salomonøerne - 19. oktober 1996 – Tchad - 23. oktober 1996 – Gambia - 23. november 1996 – Angola - 1. december 1996 – Bulgarien - 13. december 1996 – Niger - 1. januar 1997 – Demokratiske Republik Congo - 29. januar 1997 – Mongoliet - 27. marts 1997 – Republikken Congo - 6. september 1997 – Panama - 20. december 1998 – Kirgisistan - 10. februar 1999 – Letland - 13. november 1999 – Estland - 11. april 2000 – Jordan - 14. juni 2000 – Georgien - 8. september 2000 – Albanien - 9. november 2000 – Oman - 30. november 2000 – Kroatien - 31. maj 2001 – Litauen - 26. juli 2001 – Moldova - 11. december 2000 – Folkerepublikken Kina - 1. januar 2002 – Republikken Kina - 5. februar 2003 – Armenien - 4. april 2003 – Nordmakedonien - 23. april 2004 – Nepal - 13. oktober 2004 – Cambodja - 11. december 2005 – Saudi-Arabien - 11. januar 2007 – Vietnam - 27. juli 2007 – Tonga - 16. maj 2008 – Ukraine - 23. juli 2008 – Kap Verde - 29. april 2012 – Montenegro - 10. maj 2012 – Samoa - 22. august 2012 – Rusland - 24. august 2012 – Vanuatu - 2. februar 2013 – Laos - 2. marts 2013 – Tadsjikistan - 26. juni 2014 – Yemen - 15. april 2015 – Seychellerne - 30. august 2024 – Østtimor |

### Ikke-medlemslande, som har observatørstatus
| - Afghanistan - Algeriet - Andorra - Aserbajdsjan - Bahamas - Bhutan - Bosnien-Hercegovina - Ækvatorialguinea | - Etiopien - Belarus - Irak - Iran - Kasakhstan - Comorerne - Libanon - Liberia | - Libyen - São Tomé og Príncipe - Serbien - Sudan - Syrien - Usbekistan - Vatikanstaten |

Mange af disse lande søger om medlemskab.
Iran søgte første gang om WTO-medlemskab i 1996, men USA, som har beskyldt Teheran for at støtte international terrorisme, har blokeret for ansøgningen hele 22 gange. Rusland, som søgte om medlemskab i 1993, blev ikke godkendt som medlem før december 2011. Dengang blev også Montenegro, Samoa og Vanuatu optaget.